# Central City, Kentucky
Central City är en ort i Muhlenberg County, Kentucky, USA. År 2000 hade orten 5 893 invånare. Den har enligt United States Census Bureau en area på 13,5 km², allt är land.